# Révoltes samaritaines

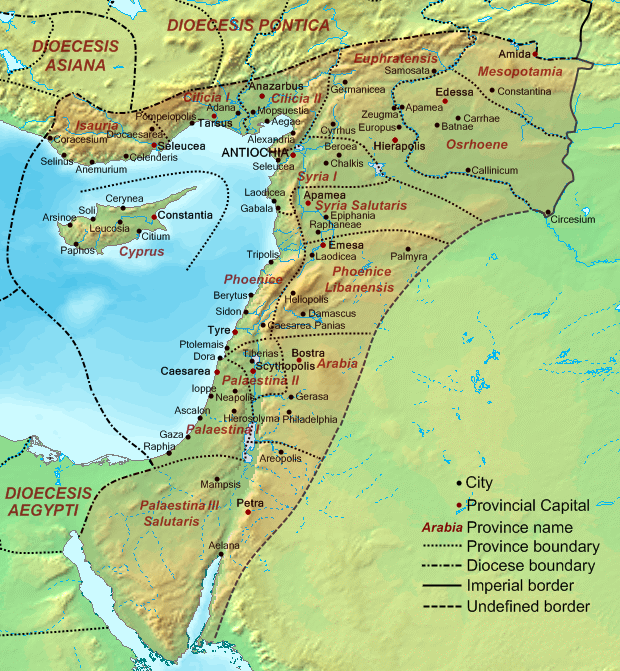
Le diocèse d’Orient vers 400; les Samaritains se retrouvaient surtout dans la province dite « Palestina Prima ».

Les révoltes samaritaines désignent une suite d’insurrections qui eurent lieu de 484 à 572 dans la province de « Palestina Prima ». Elles mirent aux prises les Samaritains et l’Empire byzantin. Violentes de part et d’autre ces révoltes furent brutalement réprimées par les Byzantins et leurs alliés Ghassanides. Il en résulta une forte diminution de la population samaritaine qui modifia la démographie de la région, les chrétiens devenant le groupe dominant de cette province de l’empire pendant plusieurs décennies.

## Contexte historique

Situation de la Samarie parmi les régions antiques d'Israël et de Palestine.

Après la révolte de Bar Kochba en Judée (132-135), Jérusalem fut rasée par Hadrien et interdite aux Juifs qui, toutes tendances confondues, furent expulsés de la ville et de ses alentours. Ils durent quitter la Judée pour s’établir en Galilée  et sur le plateau du Golan, étant remplacés par les Samaritains et les chrétiens byzantins dans la région côtière alors que les Nabatéens et les Ghassanides chrétiens s’établissaient en périphérie.
En Samarie, le temple du mont Garizim fut reconstruit après l’insurrection juive vers 135. Le déplacement des troupes romaines vers la Judée permit à la Samarie de jouir d’une certaine autonomie pendant les IIIe siècle et IVe siècle. Sous la conduite du grand prêtre Baba Rabba (vers 288 – 362), chef religieux et politique de la communauté, le territoire fut divisé en districts gouvernés par les membres de la noblesse samaritaine. Outre la réforme des institutions politiques, Baba Rabba fixa les grandes règles de la liturgie samaritaine : ce fut l’âge d’or de la culture samaritaine. Il devait toutefois être de courte durée, car quelques décennies plus tard, les forces byzantines devaient capturer Baba Rabba et l’amener captif à Constantinople où il serait mort en prison vers 362.

## Révoltes

### Révolte de Justa

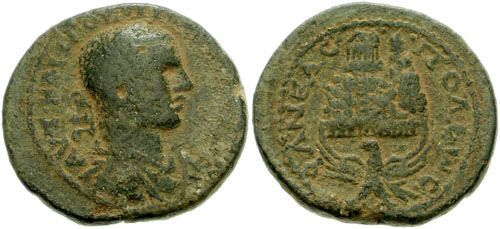
Monnaie montrant au verso le mont Garizim surmonté du temple entre les ailes d’un aigle.

Au cours du règne de l’empereur Zénon (r. 474 – 475 et 476 – 491), les tensions s’accrurent entre la communauté chrétienne et les Samaritains de Sichem (pour les Grecs : Neapolis; aujourd’hui Naplouse). D’après les sources samaritaines, Zénon (qu’elles appellent « Zait, le roi d’Édom ») persécuta les Samaritains avec acharnement. L’empereur se rendit en personne à Sichem où il réunit les anciens de la communauté auxquels il ordonna de se convertir. Sur leur refus, Zénon fit périr un grand nombre de ceux-ci et convertit leur synagogue en église. Il s’empara du mont Garizim, montagne sacrée des Samaritains où ceux-ci adoraient Dieu, et y bâtit plusieurs édifices dont un tombeau monumental pour son fils récemment décédé qu’il fit surmonter d’une croix, de façon que les Samaritains qui s’y prosterneraient devant Dieu, le fassent devant un tombeau.
Un premier soulèvement éclata en 484 lorsque circula une rumeur à l’effet que les chrétiens s’apprêtaient à enlever les restes des fils et petits-fils d’Aaron, Eléazar, Ithamar et Phinehas. Les rebelles attaquèrent Sichem/Neapolis, incendiant cinq églises construites sur des endroits sacrés pour les Samaritains et coupèrent les doigts de l’évêque Terebinthus qui célébrait l’office de la Pentecôte. Ils élurent alors Justa (ou Justasa/Justasus) comme chef et s’établirent à Césarée où habitait déjà une importante colonie samaritaine. Plusieurs chrétiens y furent massacrés et l’église de Saint-Procope fut détruite. D’après Jean Malalas, le dux de Palestine, Asclépiade, avec l’aide des troupes de Césarée défit Justa, le fit tuer et envoya sa tête à Zénon. Selon Procope de Césarée, Terebinthus alla se réfugier à Constantinople où il réclama la création d’une garnison armée pour prévenir de nouvelles attaques; l’empereur y répondit en venant personnellement en Samarie mettre fin à la rébellion.
Les historiens contemporains croient toutefois que l’ordre des faits doit être inversé et que la persécution de Zénon fut la conséquence et non la cause de la révolte, de telle sorte que ce qui est considéré dans les sources comme s’étant passé en 484 devrait plutôt dater de 489. Zénon rebâtit alors l’église de Neapolis et les Samaritains furent alors bannis du mont Garizim sur le dessus duquel fut dressée une tour d’observation pour prévenir toute insurrection dans l'avenir.

### Soulèvement  de 495

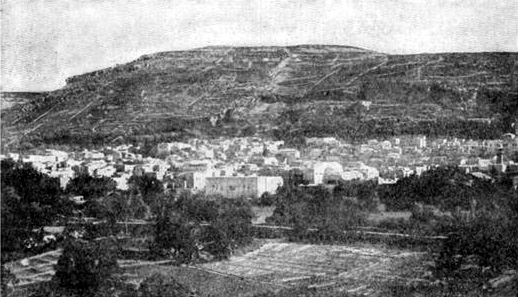
Vue ancienne du mont Garizim.

Les Samaritains se rebellèrent à nouveau en 495 pendant le règne de l’empereur Anastase Ier (r. 491 – 518) et reprirent le mont Garizim. La foule commandée par une Samaritaine se serait emparé de l’église Sainte-Marie et aurait massacré la garnison. La révolte fut réprimée par le gouverneur byzantin d’Édesse, Procope et les chefs de la révolte exécutés.

### Révolte de Julianus ben Sabar (529 – 531)
Aussi connu sous le nom de Julien ben Sahir, ce leader charismatique reprit le flambeau de la révolte en 529, ayant comme objectif de créer un État indépendant. Ce fut le soulèvement le plus violent de l’histoire de la Samarie et la dernière grande révolte. Selon Procope, la cause fut l’interdiction décrétée par Justinien Ier (r. 527 – 565) de la religion samaritaine; toutefois, selon Cyrille de Schythopolis, ce furent plutôt les tensions entre chrétiens et Samaritains qui déclenchèrent les hostilités. Quoi qu’il en soit, on sait que Justinien Ier « haïssait les hérétiques » et qu’il était peu disposé à voir son pouvoir religieux contesté.
À la suite d'un édit impérial datant de 527 ou 529, les synagogues samaritaines furent détruites et les Samaritains eux-mêmes se virent interdire de léguer leurs biens à des non-orthodoxes. Des révoltes de grande ampleur s’ensuivirent à Scythopolis (aujourd’hui Beït Shéan en Israël) et dans la campagne samaritaine; les rebelles réussirent à s’emparer de Neapolis sous la conduite de ben Sabar qui fut proclamé « roi ». Celui-ci instaura une sévère politique anti-chrétienne. L’évêque de Neapolis appelé Ammonas (ou Sammon ou Ammon) dans les sources byzantines, de même que de nombreux prêtres furent assassinés. Les chrétiens furent persécutés, leurs églises détruites et une guérilla s’organisa dans la campagne pour en chasser les chrétiens. En représailles le dux Palaestinae envoya ses forces auxquelles se joignirent celles de gouverneurs locaux et du phylarque ghassanide pour mettre un terme à la rébellion; Ben Sahir fut entouré après avoir fait sortir ses forces de Neapolis et fut capturé. Il devait par la suite être décapité et sa tête, surmontée d’un diadème, envoyée à l’empereur Justinien.
Dès 531, la révolte était terminée. On estime qu’entre 20 000 et 100 000 Samaritains furent tués ou réduits en esclavage. L’année suivante on découvrit un complot visant à allier la Samarie aux Perses.  La religion samaritaine devait par la suite être interdite par les autorités byzantines. Selon Procope de Césarée, la majorité des Samaritains passèrent outre à cette interdiction et « furent taillés en pièces » et la Samarie « la terre la plus fertile au monde fut laissée sans personne pour la cultiver ».

### Révolte de 555-556

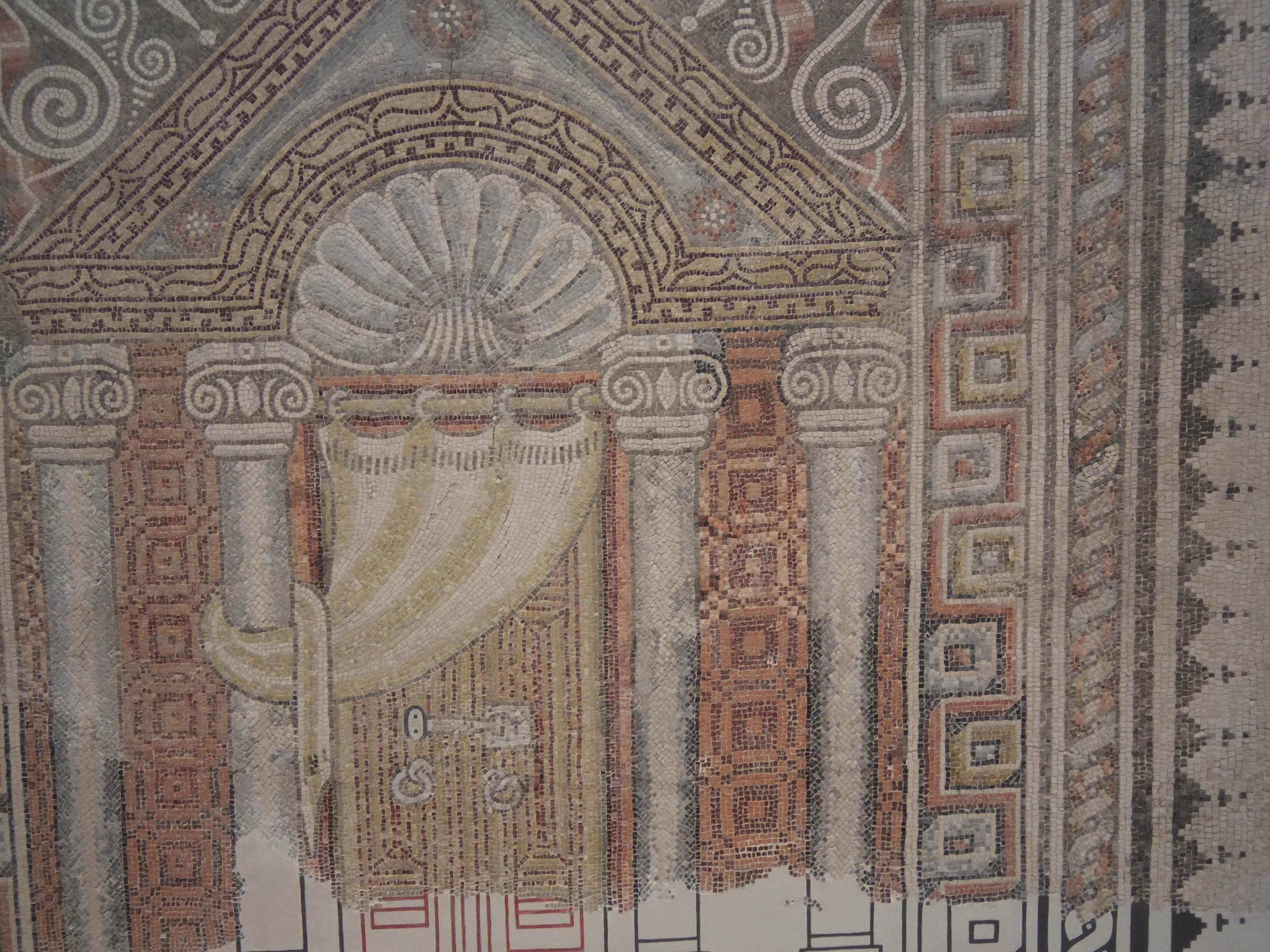
Mosaïque d’une synagogue samaritaine (Musée d’Israël).

Justinien dut faire face à une autre révolte en 556. Celle-ci débuta à Césarée en juillet 555 et réunissait Samaritains et Juifs. De concert ils attaquèrent les églises chrétiennes et tuèrent le proconsul de Palestina Prima, Stephanus. Justinien envoya contre eux le gouverneur Amantius qui réussit à maitriser la révolte et se livra à une sanglante répression. Certains leaders furent pendus, d’autres eurent la main droite coupée, et d’autres enfin se virent confisquer leurs propriétés.
En dépit de la participation des Juifs, cette révolte semble avoir eu moins d’ampleur que celle de ben Sahir, mais s'être étendue jusqu’à Bethléem, où l’église de la Nativité fut brulée.

### Révolte de 572
Toutefois, le mécontentement continuait à agiter la population et l’empereur Justin II (r. 565 – 578) condamna sévèrement les « méfaits commis par… les Samaritains aux pieds du mont Carmel contre les églises chrétiennes et les saintes images ». C’est probablement en réponse à ces attaques qu’il fit paraitre un édit en mai 572 rescindant la restauration des droits qu’avait fini par consentir Justinien. La réponse fut immédiate et à l’été de la même année une nouvelle révolte unissait Juifs et Samaritains contre le pouvoir en place, révolte qui reprit en 573 ou en 578,.

## Les suites
D’une population de près d’un million, la communauté samaritaine vint près de s’éteindre après l'interdiction de leur religion.  La situation devait encore s’aggraver à la suite de l’échec de la révolte juive contre Héraclius et le massacre de la population juive en 629.
Après la conquête musulmane de la Palestine les Samaritains, comme les autres peuples conquis, se virent accorder la liberté de religion ; toutefois à la suite des précédentes révoltes et des conversions de masse, leur nombre ne semble pas avoir augmenté. Les sources contemporaines estiment à entre 30 000 et 80 000 le nombre de Samaritains vivant en Césarée avant la conquête musulmane comparativement à environ 100 000 Juifs et autres minorités, la population totale de la province étant d’environ 700 000 en majorité de confession chrétienne. Dès le début de la période musulmane, la diaspora samaritaine cesse d’être mentionnée dans les sources sauf pour de petites communautés à Damas et en Égypte, cette dernière communauté s’étant probablement accrue avec l’arrivée de réfugiés venus des villes côtières de Palestine après l’invasion musulmane.
Après la conquête du Proche-Orient par les Arabes en 636, les Samaritains furent désavantagés par rapport aux chrétiens et aux Juifs, les conquérants n’étant pas certains si ceux-ci devaient être inclus dans la définition musulmane des « Peuples du Livre ». Déjà réduite en raison des conversions à l’Islam pour raisons économiques, sociales ou religieuses, la communauté diminua encore sous les persécutions de califes fanatiques comme Al-Mansur (754 -775), Harun al-Rashid (786 -809) et al-Mutawakkil (847 – 861), ceux-ci ayant régulièrement tenté de consolider leur pouvoir en s’en prenant à cette petite communauté et appelant de temps à autre à son annihilation.

### Sources primaires
- John Malalas, Chronographia
- Procope de Césarée, De Aedificiis

### Sources secondaires
- (en) Cohen, Jeffrey M. (1981). A Samaritan chronicle: a source-critical analysis of the life and times of the great Samaritan reformer, Baba Rabbah. Studia Post-Biblica 30. Leiden, Brill, 1981. p. 225–226.  (ISBN 978-9-004-06215-3).
- (fr) Crown, Alain David et Jean-François Faü, Les Samaritains rescapés de 2 700 ans d'Histoire, Maisonneuve & Larose, Paris, 2001,  (ISBN 2706815353).
- (en) Crown, Alan David, Reinhard Pummer, Abraham Tal. A Companion to Samaritan Studies. Mohr Siebeck, 1993.  (ISBN 978-3161456664).
- (en) Crown, Alan David. The Samaritans, Mohr Siebeck, 1989,  (ISBN 3-16-145237-2).
- (en) Dodgeon, Michael H.  & Samuel N. C. Lieu, eds. The Roman Eastern Frontier and the Persian Wars Ad 363-628, Part 2. Taylor & Francis, 2002.  (ISBN 978-0415465304).
- (en) Kaegi, Walter Emil. Heraclius, Emperor of Byzantium. Cambridge University Press, 2003.  (ISBN 978-0-521-81459-1).
- (en) Kohen, Elli. History of the Byzantine Jews: A Microcosmos in the Thousand Year Empire. University Press of America, 2007. pp. 26–31.  (ISBN 978-0-7618-3623-0).
- (en) Loewenstamm, Ayala. "Baba Rabbah." Encyclopaedia Judaica. Ed. Michael Berenbaum and Fred Skolnik. 2nd ed. Detroit: Macmillan Reference USA, 2007. Gale Biography In Context. Web. 22 Dec. 2011.
- (en) Lipiński, Edward. Itineraria Phoenicia. Peeters Publishers, 2004.
- (fr) Macchi, Jean-Daniel .« Les Samaritains : histoire d’une légende. Israël et la province de Samarie », Le Monde de la Bible 30, Genève, Labor et Fides, 1994.
- (fr) Mimouni, Simon Claude . Le judaïsme ancien du VIe siècle avant notre ère au IIIe siècle de notre ère, Paris, 2012, éd. PUF. (ISBN 978-2-130-56396-9).
- (en) Montgomery, James Alan. The Samaritans, the Earliest Jewish Sect. The Bohlen Lectures for 1906. Eugene, Oregon: Wipf & Stock, (2006) [1907].  (ISBN 978-1-59752-965-5).
- (en) Moorhead, Joh. Justinian. London & New York, Longman, 1994.  (ISBN 978-0-582-06303-7).
- (fr) Poliakov, Léon et Gilles Firmin, Les Samaritains, 1991, éditions du Seuil,  (ISBN 2020121565).
- (en) Shahîd, Irfan. Byzantium and the Arabs in the Sixth Century, Volume 2, Part 2, Harvard University Press, 2010.  (ISBN 978-0-884-02284-8).